# سهوه الخضر
سهوه الخضر (به عربی: سهوة الخضر) یک روستا در سوریه است که در سویدا واقع شده‌است. سهوه الخضر ۳٬۶۲۵ نفر جمعیت دارد.